# 弗斯蒂爾 (加利福尼亞州)
弗斯蒂爾（英語：Vestil）是位於美國加利福尼亞州莫多克縣的一個非建制地區。該地的面積和人口皆未知。

## 地理
弗斯蒂爾的座標為41°14′12″N 120°33′34″W / 41.23667°N 120.55944°W，而該地的平均海拔高度為1353米（即4439英尺）。